# Nena (Band)
Nena war eine deutsche Musikgruppe der Neuen Deutschen Welle, die von 1982 bis 1987 bestand. Ihr größter, weltweiter Erfolg war 99 Luftballons. Unter gleichem Namen veröffentlichte die Sängerin und Frontfrau Gabriele Susanne Kerner, mit dem Künstlernamen Nena, danach noch weitere musikalische Projekte.

## Geschichte
Gabriele Susanne "Nena" Kerner zog nach Auflösung ihrer früheren Band The Stripes auf Einladung des Plattenlabels CBS Records mit ihrem Lebensgefährten, dem Schlagzeuger Rolf Brendel, mit dem sie noch bei den Stripes zusammengekommen war, nach West-Berlin. Dort gründeten sie zusammen mit dem Keyboarder Uwe Fahrenkrog-Petersen, dem Gitarristen Carlo Karges, den Kerner in Hagen über Extrabreit kennengelernt hatte, und dem Bassisten Jürgen Dehmel, einem Freund von Fahrenkrog-Petersen, die nach ihr benannte Band Nena. Im Mai 1982 erschien die Single Nur geträumt, deren Verkaufszahlen nach einem Fernsehauftritt in der Sendung Musikladen im August 1982 schlagartig in die Höhe schnellten. Im September 1982 erreichte die Band mit dem zweiten Platz erstmals eine Platzierung in den deutschen Charts.
Im Januar 1983 veröffentlichte die Gruppe ihre zweite Single, 99 Luftballons, die schnell auf Platz 1 der deutschen Charts kletterte, sich insgesamt 23 Wochen lang hielt und mit Platin bedacht wurde. Auch in anderen, zunächst nur europäischen Ländern, gelangte der Titel in die Charts. Auch das erste Album Nena, aus dem neben 99 Luftballons auch der Hit Leuchtturm ausgekoppelt wurde, erhielt in mehreren Ländern Gold- und Platinauszeichnungen. Parallel zum Erscheinen des zweiten Albums ? (Fragezeichen) Anfang 1984 stieß der Titel 99 Luftballons auf weltweites Interesse. In den USA wurde er dadurch bekannt, dass Christiane F. auf der Promotion-Tour für die Verfilmung ihrer Autobiographie Wir Kinder vom Bahnhof Zoo in einem Interview eine Kassette mit ihren Lieblingsliedern abspielte und der Reporter das Hitpotenzial erkannte. Der Titel verkaufte sich in kurzer Zeit über 600.000 Mal und stieg in den US-Charts bis auf Platz zwei. Der Titel errang Platz 1 der Verkaufscharts unter anderem in Japan, Mexiko, Kanada, Australien und Neuseeland. Die daraufhin nachgereichte englischsprachige Version 99 Red Balloons kletterte Anfang 1984 auch in Großbritannien bis an die Spitze.
Bis Anfang 1985 hielt der Erfolg der Gruppe an, mit Irgendwie, irgendwo, irgendwann als der letzten Single, die auch international größere Bekanntheit erlangte. Während der Tournee zum dritten Album Feuer und Flamme war dann 1985 ein deutlich schwindendes Publikumsinteresse zu verzeichnen, woraufhin sich die Band von ihrem Manager Jim Rakete trennte. Das vierte Studioalbum Eisbrecher war 1986 ein kommerzieller und künstlerischer Misserfolg. 1987 zerbrach die Beziehung zwischen Kerner und Brendel, und dies markierte faktisch auch das Ende der Band.
Viele Hits der Gruppe komponierte der Keyboarder Uwe Fahrenkrog-Petersen, die Texte stammten zum größten Teil von dem Gitarristen Carlo Karges. Für Nenas Comeback im Jahr 2002 produzierte u. a. Uwe Fahrenkrog-Petersen das Album. Karges starb am 30. Januar 2002 im Alter von 50 Jahren in Hamburg.
Von 2001 bis 2011 erschienen mehrere Compilation-Alben, u. a. Tanz auf dem Vulkan, Definitive Collection (digital remastered), Alles Gute – Die Singles 1982–002, Einmal Ist Keinmal und The Collection. 2003 wurden zum 20. Jubiläum der Gruppe das Album 20 Jahre-Nena feat. Nena veröffentlicht, mit Neueinspielungen aller Hits, die teils stark von den Originalen abweichen. Es handelt sich dabei um den Livemitschnitt eines Konzerts vom 11. Oktober 2002 in der Jahrhunderthalle in Frankfurt am Main, das auch als DVD-Box veröffentlicht wurde. Mitgewirkt haben hierbei als Duettpartner u. a. Kim Wilde, Udo Lindenberg, Hartmut Engler, Markus und Joachim Witt. 

## Diskografie
Studioalben

| Jahr | Titel Musiklabel                                                                        | Höchstplatzierung, Gesamtwochen/‑monate, AuszeichnungChartplatzierungen (Jahr, Titel, Musiklabel, Platzierungen, Wochen/Monate, Auszeichnungen, Anmerkungen) | Höchstplatzierung, Gesamtwochen/‑monate, AuszeichnungChartplatzierungen (Jahr, Titel, Musiklabel, Platzierungen, Wochen/Monate, Auszeichnungen, Anmerkungen) | Höchstplatzierung, Gesamtwochen/‑monate, AuszeichnungChartplatzierungen (Jahr, Titel, Musiklabel, Platzierungen, Wochen/Monate, Auszeichnungen, Anmerkungen) | Höchstplatzierung, Gesamtwochen/‑monate, AuszeichnungChartplatzierungen (Jahr, Titel, Musiklabel, Platzierungen, Wochen/Monate, Auszeichnungen, Anmerkungen) | Höchstplatzierung, Gesamtwochen/‑monate, AuszeichnungChartplatzierungen (Jahr, Titel, Musiklabel, Platzierungen, Wochen/Monate, Auszeichnungen, Anmerkungen) | Anmerkungen                                               |
| Jahr | Titel Musiklabel                                                                        | DE | AT | CH | UK | US | Anmerkungen                                               |
| ---- | --------------------------------------------------------------------------------------- | --- | --- | --- | --- | --- | --------------------------------------------------------- |
| 1983 | Nena CBS Records                                                                        | DE1 Platin · (43 Wo.)DE | AT1 (33 Wo.)AT | CH20 a (1 Wo.)CH | — | — | Erstveröffentlichung: 14. Januar 1983 Verkäufe: + 900.000 |
| 1984 | ? (Fragezeichen) CBS Records                                                            | DE1 Platin · (34 Wo.)DE | AT1 (4½ Mt.)AT | CH1 (29 Wo.)CH | — | — | Erstveröffentlichung: 27. Januar 1984 Verkäufe: + 550.000 |
| 1985 | Feuer und Flamme auch bekannt als: It’s All in the Game (englische Version) CBS Records | DE2 Gold · (18 Wo.)DE | AT16 (2 Mt.)AT | CH5 (8 Wo.)CH | — | — | Erstveröffentlichung: 24. Juni 1985 Verkäufe: + 250.000   |
| 1986 | Eisbrecher CBS Records                                                                  | DE45 (2 Wo.)DE | — | — | — | — | Erstveröffentlichung: 24. November 1986                   |

- Label zu Nena

## Filmografie
- 1982: Gib Gas – Ich will Spaß
- 1985: Richy Guitar
- 1987: Der Unsichtbare